# Comtat de Castres
El comtat de Castres fou una jurisdicció feudal que era un senyoriu i fou creada com a comtat el 1359 per a Joan VI de Vendôme. Va passar per matrimoni als comtes de la Marca (Joan I comte de la Marca, comte de Ponthieu i comte de Chartres, mort el 1393, casat amb Caterina de Vendôme i Castres) i després a la casa d'Armanyac representada pel comte Bernat III de Pardiac (1418-1462) però el 1438 va prendre també el títol comtal Lluís, segon fill de Caterina, que va morir el 1446 i el va deixar al seu fill Joan II, que va morir el 1478 i que no el va usar. A Bernat de Pardiac el succeir el seu fill Jaume d'Armanyac i els seus successors fins al 1504. El 1504 (oficialitzat el 1505) va passar a la corona que en va disposar poc després fins que un altre cop vacant va ser integrat definitivament el 1519.

## Senyors de Castres
- Guiu de Montfort 1211-1228
- Felip de Montfort 1228-1240
- Felip II de Montfort 1240-1270 (fill)
- Joan de Montfort 1270-1300 (fill)
- Elionor de Montfort 1300-1338 (germana)
- Joan V de Vendôme 1300–1315 (marit)
- Bucard VI de Vendôme 1338-1354 (fill)
- Joan VI de Vendôme 1354-1356 (fill)

## Comtes de Castres
El 1356, el rei Joan II el Bo erigeix Castres a comtat.
- Joan I (VI de Vendôme) 1359-1368
- Bucard I (VII de Vendôme) 1368-1400 (fill)
- Caterina de Vendôme 1400-1412 (germana)
- Jaume (II de La Marca) 1412-1438 (fill)
- Elionor de La Marca 1438-1462 (filla)
- Bernat d'Armagnac 1438-1462 (espòs)
- Lluís de Vendôme 1438-1446 (fill de Caterina)
- Joan II (VIII de Borbó-Vendôme) (fill) 1446-1478 (no va fer ús del títol)
- Jaume d'Armanyac (fill de Bernat d'Armagnac) 1462-1477 (duc de Nemours, comte de Pardiac)
- Joan (fill) 1477-1478 (duc de Nemours, comte de Pardiac)
- Lluís d'Armagnac (germà) 1478-1503 (duc de Nemours, comte de Pardiac, d'Illa Jordà i de Guisa)
- Margarida (germana) 1503
- Carlota (germana) 1503-1504
- A la corona francesa 1505-1507
- Disposició reial 1507-1519
- A la corona 1519